# Đông Hải, Liên Vân Cảng
Đông Hải (giản thể: 东海县; phồn thể: 東海縣; bính âm: Dōnghǎi Xiàn) là một huyện thuộc địa cấp thị Liên Vân Cảng, tỉnh Giang Tô, Trung Quốc. Huyện này có diện tích 2.037 km², dân số năm 2020 là 1.047.357 người, mật độ dân số đạt 510 người/km². Có 506.989 người sống trong vùng nội thành và 540.368 người sống trong vùng ngoại thành.

## Phân chia hành chính
Huyện Đông Hải được chia ra các đơn vị gồm 14 trấn, 8 hương.
- Trấn: Ngưu Sơn, Bạch Tháp, Phố Nam, Hoàng Xuyên, Thạch Lương Hà, Thanh Hồ, Thạch Lựu, Ôn Tuyền, Song Điếm, Đào Lâm, Hồng Trang, An Phong, Phòng Sơn, Bình Minh.
- Hương: Đà Phong, Nam Thìn, Hoành Câu, Lý Niệm, Sơn Tả Khẩu, Thạch Hồ, Khúc Dương, Trương Loan.